# Otrado-Kubánskoye
Otrado-Kubánskoye (del ruso: Отрадо-Кубанское) es un selo del raión de Gulkévichi del krai de Krasnodar, en el sur de Rusia. Está situado 17 km al sureste de Gulkévichi y 147 km al este de Krasnodar, la capital del krai. Tenía 3 879 habitantes en 2010.
Es cabeza del municipio Otrado-Kubánskoye, al que pertenece asimismo Botánika, Mirni Pajar, Progres y Staromavrinski.

## Composición étnica
De los 3 650 habitantes con que contaba en 2002, el 89.7 % era de etnia rusa, el 3.2 % era de etnia alemana, el 2.6 % era de etnia ucraniana, el 1.5 % era de etnia armenia, el 0.7 % era de etnia gitana, el 0.4 % era de etnia bielorrusa, el 0.3 % era de etnia azerí, el 0.2 % era de etnia griega, el 0.2 % era de etnia georgiana, el 0.1 % era de etnia adigué y el 0.1 % era de etnia tártara

## Transporte
Por la localidad pasa el ferrocarril del Cáucaso Norte. Al oeste de la localidad pasa la carretera federal M29 Cáucaso.